# Je te donne (album)
Pour les articles homonymes, voir Je te donne.
Albums de Léo Ferré
Ferré muet... dirige
(1975) Les Fleurs du mal (suite et fin)
(1977)
Je te donne est un album de Léo Ferré, paru en 1976. C'est son deuxième album chez CBS après quatorze ans passés chez Barclay. Ferré n'a pas pu pour raisons contractuelles enregistrer sa voix pendant plus de deux ans. Il a sorti en 1975 un album instrumental, dont quatre titres sont ici interprétés avec leur texte. Ferré donne en outre une œuvre de Beethoven, l'ouverture de Coriolan. C'est son premier album intégralement enregistré en Italie, avec des équipes italiennes.

## Postérité
La chanson « Je te donne » a été reprise par Renée Claude (1994), Christiane Courvoisier (2015) et Annick Cisaruk (2016).
« Requiem » a été reprise par Marcel Kanche & I.Overdrive Trio (2012), puis Christiane Courvoisier. Cette dernière a en outre repris « La Mort des loups » (2015).
En 2016, à l'occasion d'un concert donné pour le centenaire de la naissance de Léo Ferré, l'orchestre philharmonique de Radio France sous la direction de Bruno Fontaine interprète « Requiem », « La Mort des loups », « Love » et « Muss es sein ? Es muss sein ! » dans leur version instrumentale (voir Ferré muet...).

## Titres
Les textes et les musiques sont tous de Léo Ferré, sauf mention contraire.
| 1. | Je te donne       | 3:37  |
| 2. | La Mort des loups | 9:34  |
| 3. | Love              | 10:23 |

| 4. | Muss es sein ? Es muss sein !                        | 3:30 |
| 5. | Coriolan, ouverture (musique : Ludwig van Beethoven) | 9:37 |
| 6. | Le Superlatif                                        | 7:32 |
| 7. | Requiem                                              | 7:04 |

## Musiciens
- Chœurs & Orchestre symphonique de Milan

## Production
- Orchestrations et direction musicale : Léo Ferré
- Prise de son : Davide Marinone
- Production exécutive : Detto Mariano
- Crédits visuels : Henry Hoffmann (recto pochette), Danielle Diaz (verso pochette)